# La Marie du port
„La Marie du port“ е френски филм от 1950 година, романтична драма на режисьора Марсел Карне по негов сценарий в съавторство с Луи Шаванс, базиран на едноименния роман от 1938 година на Жорж Сименон.
В центъра на сюжета е мъж на средна възраст, съдържател на ресторант и кино в Шербур, който се влюбва в младата сестра на своята любовница. Главните роли се изпълняват от Жан Габен, Никол Курсел, Бланшет Брюноа, Клод Ромен.